# Epihormomyia miconiae
Epihormomyia miconiae är en tvåvingeart som beskrevs av Maia 2001. Epihormomyia miconiae ingår i släktet Epihormomyia och familjen gallmyggor. Inga underarter finns listade i Catalogue of Life.